# BOØWY
BOØWY（ボウイ）は、日本のロックバンド。
1981年初頭、群馬県高崎市出身の氷室京介、布袋寅泰、松井恒松を中心に東京で結成される。同年5月の初ライブ後に高橋まことが加入し、1982年3月に『MORAL』でメジャーデビュー。当初は6人編成だったが同年10月に2人が脱退し、以降は1988年4月の解散まで4人編成で活動する。

## 概要
8ビートを基調としポップでありながらもシャープでエッジの効いた縦ノリのロックサウンドや、ジャン＝ポール・ゴルチエをステージ衣装に使用したり、逆立てたヘアースタイルなどの斬新なビジュアル等が多くの支持を集め、5thアルバム『BEAT EMOTION』と6thアルバム『PSYCHOPATH』は当時のロックバンドのアルバムとしては異例のミリオンセラーを記録した。シングルでも1987年に『MARIONETTE』が初登場1位を記録し、名実ともにトップバンドへとのし上がった。
しかし人気絶頂の最中にあった1987年12月24日、渋谷公会堂でのライブにて解散を宣言。この突然の出来事は世間に大きな衝撃を与えた。翌1988年4月4日、5日に完成直後の東京ドームで行った『LAST GIGS』にてバンド活動に終止符を打つ。9万枚以上用意されていたこのライブのチケットは僅か10分で完売、予約の電話が殺到した結果、文京区の電話回線がパンクするという事態も起こり、これら一連の流れからBOØWYの人気は社会現象にまで発展した。
翌月にリリースされた『“LAST GIGS”』は、ライブ・アルバムとしては異例とも言える150万枚のセールスを記録している。また、フォトグラファー加藤正憲によって撮影された『“GIGS” JUST A HERO TOUR 1986』のジャケット写真は、BOØWYを象徴する一枚として有名である。
バンド名に含まれている∅（空集合）には、「(俺達は)どこにも属さない、誰にも似ていない」という意味を持たせている。その音楽性やバンドスタイル、メディアをほとんど利用しない強気な姿勢、斬新なビジュアル、絶頂期での解散、REBECCAと共に第二次バンドブームの火付け役となり、全国に数多くのロックキッズを生むなど、BOØWYが及ぼした影響は絶大である。解散後も、ベスト・アルバムや未発表音源がリリースされると常にチャートの上位にランクインしており、今日でもなお日本のロックシーンに変革をもたらした伝説のバンドとしてその地位を確固たるものとしている。

## メンバー

### 解散時
- 氷室京介：ボーカル（リーダー）
- 布袋寅泰：ギター、コーラス
- 松井恒松（現：常松）：ベース[注釈 2]
- 高橋まこと：ドラムス

### 途中脱退
木村マモル（）
ドラム、1981年5月脱退
氷室京介がBOØWY結成以前に加入していたバンドスピニッヂ・パワーのドラマー。元々プロデューサー志望であったため、高橋が加入するまでのサポートメンバーだった。
脱退後の1983年にアルバム『INSTANT LOVE』のプロデュースを担当。現在も音楽プロデューサーとして活動する傍ら、2012年末から「SEIHITSU」名義でミュージシャンとしても活動を始めている。
深沢和明（）
サックス、1982年10月9日脱退
群馬時代、布袋が結成した「ジギーリギー」でサックスを担当。BOØWY結成時はベーシストだったが、松井の加入によりサックスへ転向した。
現在は「東京パワーゲート」という劇団で舞台役者として活動中。
諸星アツシ（）
ギター、1982年10月9日脱退
群馬時代は氷室、松井と共に「デスペナルティ」でギターを担当。当時は「菊地敦」名義。
BOØWY結成時、松井とはアパートの隣室同士だった。 在籍時にTBS系列『茜さんのお弁当』という八千草薫主演のドラマに中井高夫役で出演している。
BOØWY脱退から1年後に音楽業界を引退。

## 略歴

### 1980年
- 7月5日、当時ヴォーカルとして所属していたバンド『スピニッヂ・パワー』を脱退し帰郷を考えていた氷室京介が、日比谷野外音楽堂でのRCサクセションのライブを観て新たなバンド結成を決意する。後日、布袋寅泰に連絡を取り六本木アマンドの前で再会。
- 9月、松井恒松が加入。
- 深沢和明、諸星アツシが加入。

### 1981年
- サポートメンバーとして木村マモルを迎え、メンバーが揃う。所属事務所ビーイングの副社長でサウンドプロデューサーの月光恵亮により、その当時「ガール（英語版）」というイギリスのハードロックバンド（メンバーは全員男性）がいたことに対抗し、こちらは男ばかりだからそのまま「ボーイ」だろうということで、当て字で『暴威』と命名された[13]。それを聞いた社長の長戸大幸からは、当時人気だった『横浜銀蠅』にあやかって『群馬暴威』という名を提案されたものの、メンバーから猛反対され即ボツになった。ちなみに、デヴィッド・ボウイの名前から命名されたという俗説もあるが、当時の媒体の思い込みによるものである[13]。ただし『暴威』という当て字は、デビッド・ボウイの為に山本寛斎がデザインした衣装に書かれた『出火吐暴威』の文字からとっている[14]。
- 当時の暴威は長戸曰く「元暴走族の破天荒な連中」で「手に負えない不良バンド」だったため、ロフト創業者の平野悠に預けられる[15]。新人バンドオーディションでも、氷室が店長相手に喧嘩を売るなどしたため、平野も随分手を焼かされたという[15]。
- 5月、最初のアルバム『MORAL』レコーディング開始。
- 5月11日、新宿ロフトでデビューライブ「暴威LOFT FIRST LIVE」を行う。ちなみに、このギグの観客は13人（男性9人、女性4人）[15]。その中にはIMITATION（今井裕・高橋ゲタ夫率いるバンド）を脱退して１週間後にBOØWYマネージャーから入ってくれないかと電話で誘いを受けたSatoshi（ライブを5分観て公衆電話から断りの電話を入れた）、ギタリストの山田淳の誘いで観に来た高橋まこともいた。他には、氷室と同郷の女暴走族（レディース）リーダーおよびその連れの女性2名。後日、高橋がスタジオでのセッションを経て正式加入し、木村が脱退。

### 1982年
- 1月28日、バンド名を「BOØWY」に改名。
- 3月21日、ビクター音楽産業より最初のアルバム『MORAL』発売。プロデューサーはマライアの渡辺モリオ。
- 9月9日、渋谷PARCO PARTIIIのライブで「CHANGE COSTUME」と題し、それまでのパンキッシュな楽曲からニューウェイブ系のメロディアスな楽曲へとシフトチェンジ。衣装も黒ずくめからカラフルなものに変える。このライブがバンドの一つの転機となった。
- 10月9日、この日行われた新宿LOFTでのライブを最後に深沢と諸星が脱退し、氷室・布袋・松井・高橋の4人編成となる。

### 1983年
- 4月30日、新宿LOFTを皮切りとして、「AFROCKABILY LIVE」と題したシリーズGIGを展開。
- 9月25日、徳間ジャパンよりアルバム『INSTANT LOVE』発売。プロデューサーは脱退した木村マモル。サンプル盤の「OH!MY JULLY」のB面、「FUNNY-BOY」が新宿有線で3週連続1位を獲得。
- 秋、メンバーと土屋浩の5人でプライベートオフィス「Ø-con' nection」を設立。
- 12月31日、内田裕也が発起人となっているイベント「NEW YEAR ROCK FESTIVAL」（西武劇場[注釈 3]）に出演。

### 1984年
- 3月30日・31日、新宿LOFTで2DAYSライブを開催（「BEAT EMOTION LOFT 2DAYS 〜すべてはけじめをつけてから〜」）。ホール展開も視野に入れたバンドの飛躍へ向けた「けじめ」のライブであった。
- 5月31日、拠点を渋谷LIVE INN へ移し「BEAT EMOTION」と題したシリーズギグを行う。夏からは同名のタイトルで全国ツアーを展開。
- 10月7日、ユイ音楽工房（現：ユイミュージック）と契約し、レコード会社を東芝EMIに移籍することを決定。同時にライヴの半年間休止も発表された。
- 12月6日、氷室、「狂介」から「京介」に改名。

### 1985年
- 2月24日、ベルリンのハンザ・スタジオで『BOØWY』レコーディング開始。
- 3月12日、ロンドンのマーキー・クラブ（英語版）でGIGを行う。
- 4月13日、赤坂ラフォーレミュージアムでマスコミに招待状を送ったコンベンションライブを行う。
- 6月1日、ファーストシングル『ホンキー・トンキー・クレイジー』発売。
- 6月21日、アルバム『BOØWY』発売。プロデューサーは佐久間正英。
- 6月25日、渋谷公会堂で初の大ホール・ワンマンコンサートを行う。
- 8月22日、12インチシングル『BAD FEELING』発売。
- 9月6日、名古屋芸術創造センターで「BOØWY'S BE AMBITIOUS」ツアー開始。
- 12月24日、渋谷公会堂で同ツアー終了。このライヴ終了後にステージ上で布袋が山下久美子との結婚を発表した。

### 1986年
- 2月1日、シングル『わがままジュリエット』発売。
- 3月1日、アルバム『JUST A HERO』発売。
- 3月24日、「JUST A HERO TOUR」スタート（青山スパイラルホール）。
- 7月2日、「JUST A HERO TOUR」終了（日本武道館）。
- 7月31日、「JUST A HERO TOUR」日本武道館）公演を収録したライブ・アルバム『“GIGS” JUST A HERO TOUR 1986』を限定盤（後に通常盤が再発売された）として発売。
- 8月2日-3日、南こうせつの野外ライブ「第6回サマーピクニック」（玄海彫刻の岬・恋の浦）にゲスト出演。
- 9月29日、シングル『B・BLUE』発売。
- 11月8日、アルバム『BEAT EMOTION』発売。
- 11月11日、石川厚生年金会館より「ROCK 'N ROLL CIRCUS TOUR」開始。

### 1987年
- 2月24日、日本武道館で「ROCK 'N ROLL CIRCUS TOUR」ツアー終了。
- 4月6日、シングル『ONLY YOU』発売。
- 7月22日、シングル『MARIONETTE』発売。
- 7月31日、ワールド記念ホールでライブ「CASE OF BOØWY」を開催。しばらく演奏されていなかった初期の曲もセットリストに含めた、バンドの総括的なライブであった。8月7日には横浜文化体育館でも開催された。
- 8月9日、宮城県にて行われたライブ・イベント「ロックンロールオリンピック」に出演。
- 8月22日-23日、グリーンピア南阿蘇アスペクタにて行われたライブ・イベント「BEAT CHILD」に出演。
- 9月5日、アルバム『PSYCHOPATH』発売。
- 9月16日、宇都宮市文化会館で「ROCK'N ROLL REVIEW DR.FEELMAN'S PSYCOPATHIC HEARTS CLUB BAND TOUR」開始。
- 10月26日、シングル『季節が君だけを変える』発売。
- 12月24日、同ツアー最終日渋谷公会堂でのライブ中に解散宣言。(1224)
- 12月25日、新聞各紙の広告スペースに解散メッセージが掲載される。

### 1988年
- 2月3日、未収録3曲を追加した『MORAL+3』、12インチシングル『DAKARA』発売。
- 4月4日・5日、東京ドームにて「LAST GIGS」を行う。解散コンサートではなく、少し早い同窓会だとメンバーは語った。終了後の移動車両の中でメンバー全員が泣いたという。
- 5月3日、アルバム『LAST GIGS』発売。
- 12月24日、アルバム『SINGLES』発売。

## 逸話

### 結成について
- 氷室はBOØWY結成以前、レコード会社の意向によりスピニッヂ・パワーのボーカルとしてデビューしたが、音楽性の違いから脱退。当時付き合っていた女性とも別れ、ついには音楽の道を諦め、帰郷する決意をする。しかし、最後のつもりで立ち寄った日比谷野外音楽堂でのRCサクセションのライブを観て一念発起。群馬時代のライバルだった布袋のもとへ連絡を入れ、六本木アマンドの前で再会する。この時に布袋は、氷室の風貌が群馬時代の硬派な印象からニュー・ウェイブ風へ変化していたことに驚いたという。
  - 同郷のライバル同士ではあったが、当時2人の間にそれほど面識はなかったため、布袋は氷室からの連絡を受けた際に「（群馬から東京に出てきて、高等遊民のような生活をしていることを聞いた氷室から呼び出されて）殴られるんじゃないか」と思ったという。また当時を振り返り、地元で有名な不良少年の氷室が怖くて誘いを断れなかった、とネタにしている[16][17][18]。
  - しかし実際には、氷室と松井が布袋の自宅に遊びに行ったり、肺気胸で療養していた布袋の見舞いに行ったりする程度の交流はあったようである[11][19]。
  - 布袋いわく氷室は高校時代、極道のイメージが強く帝王のような存在として広く知られていたが、歌は上手く歌唱力はプロ級だったと語っている[20]。
- 松井は織田哲郎&9th IMAGEのベーシストとして既にプロ活動をしていたが、バンドが解散するにあたり、織田から旧友である氷室が新しいバンドを結成しようとしていることを知り、後に氷室と布袋に合流している[11][21]。
- 高橋は前述の通り初ライブを観賞しており、終演後は楽屋にも訪れている。その時のことを「怖そうな氷室、デカい布袋、寡黙な松井。とにかくおっかない連中だなという印象だった」と懐述している[22]。

### メディアへの露出について
- テレビ番組への出演は少なかったが、デビューして間もない頃にドラマ『太陽にほえろ!』（日本テレビ）第524話「ラガーのラブレター」に出演している。この回は権利関係のためDVDでは欠番扱いとなっているが、テレビ放送に関しては問題なく、2013年1月には日テレプラスで、2016年3月にはファミリー劇場でHDリマスター版が放送されている。
- バラエティ番組では、『夜のヒットスタジオ』（フジテレビ）、『いきなり!フライデーナイト』（フジテレビ）、『メリー・クリスマス・ショー』（日本テレビ）、『5時SATマガジン』（中京テレビ）などに出演。このうち『5時SATマガジン』では、“ロックスターボウリング大会”という企画に出演した。
  - 『メリー・クリスマス・ショー』では、吉川晃司とビートルズの「ヘルプ!」をカバー。その他ではオープニングの「カム・トゥゲザー」、出演者のほとんどが参加したロッケストラ名義でローリング・ストーンズの「夜をぶっとばせ」、T-REXの「テレグラム・サム」、エンディングの「Kissin' Christmas (クリスマスだからじゃない)」にも参加している。
  - 『夜のヒットスタジオ』の「対面シリーズ」では、氷室の初恋の女性が登場し、氷室は「さすがフジテレビだぜい!」とコメントした。しかし本当にこの女性が登場するとは思っていなかったため、収録後にメンバー全員が出演したことを後悔したという[22]。
    - 同番組に「ONLY YOU」で出演した際には、司会の古舘伊知郎から「（氷室の衣装が）銀座の買い物帰りのおばさんみたい」と言われ、布袋に対しては殿さまキングスの物真似を強要させられ[注釈 4]、また高橋は自前のドラムセットを使えなかったこと[22]等が原因か、テレビ出演は1986年12月を最後に途絶えている。
    - 古舘は後に氷室の印象について、撮影時とオフとの差があり、素顔はざっくばらんな性格で撮影時は覆面レスラーの様に素顔を隠して氷室京介というキャラクターを演じていると評している[23]。

  - バラエティ番組である『いきなり!フライデーナイト』にしばしば出演したのは、氷室によれば司会の山田邦子がライブハウス時代からのBOØWYファンであり、邦子が楽曲をよく理解してくれていたからだという。氷室が「俺のオヤジ、邦子ちゃんの大ファンなんです」とカミングアウトする場面もあった。本番組にはメンバーが酔っ払ったまま出演している。
- 音楽雑誌に掲載された記事も少ない。「B・BLUE」がヒットした直後からインタビュー等のオファーが殺到するが、それらのほとんどを拒否している。インタビュー記事はブレイクする以前から懇意にしていたライターや、自分たちの音楽をよく理解していたライターの雑誌に限定されていた。
  - このような対応の裏には、まだライブハウスで活動していた時期に、熱意剥き出しで挑んだインタビューがほんの僅かしか掲載されていなかったり、懸命にメイク・スタイリングして撮影したはずの写真が掲載されていなかった等の経験から、メディアへの不信感を抱いたことが影響している。
  - またこの姿勢はマネージメントスタッフも同様であり、BOØWYを本当に聴きたい観客の席が減ってしまうという理由から、ライブは基本的にメディア用の招待席が用意されていなかった。そのため、著名な音楽評論家が関係者入口で門前払いにされたり、レコード会社の重役がファンに揉みくちゃにされながらライブを観るといった珍事が続発したという[18]。

### メンバーの経歴について
- メンバーで本名をそのまま使っているのは布袋のみで、他の3名は芸名を使用している。
  - 氷室の芸名の由来は、漫画「ワル」の主人公から取ったものである。初期は「狂介」という芸名だったが、京都の占い師に「『狂』という文字は絶対に使ってはいけません」と言われ、現在の「京介」に改名した[24]。改名後売れたため、以後もう占いをしないと決めた。
  - 松井の『恒松』の芸名は、本名の「恒」を活かしてフリクションの『恒松正敏』をヒントにしたもの[25]。
  - 高橋は読み方は同じだが、本名は『信』という漢字表記のため、厳密には芸名になる[注釈 5]。
- 結成直後の新宿LOFTのライブで、タイムテーブルの遅れにしびれを切らした氷室が店長と諍いを起こしてしまう。
  - 当時の暴威は長戸大幸曰く「元暴走族の破天荒な連中」で「手に負えない不良バンド」だったため、LOFT創業者の平野悠に預けられる[15]。新人バンドオーディションでも、氷室が店長相手に喧嘩を売るなどしたため、平野も随分手を焼かされたという[15]。
  - しかし、この時の店長が偶然にも高橋の旧友だったため、後のライブブッキングや打ち上げの面で有利に働くこととなった[22]。
- 氷室はバンドを結成した当初は、英会話教材のセールスマンをしていたこともあり、営業成績も優秀だったという。
  - しかし車の誘導のアルバイトでは車をぶつけ、パチンコ屋では台を壊し、ゲームセンターでは出勤3日目には先輩を見切り1日中ゲームをして遊んでいたというエピソードもある。
- 布袋は渋谷の喫茶店のアルバイトの面接に行った際、「背が高すぎる」という理由で不採用になったことがある[18]。
  - 後に有楽町にあるコーヒー店のウェイターのアルバイトとして採用されたが、客のカスタマーハラスメントにより起きたトラブルでクビとなる。その後は、居酒屋でチューハイを1杯だけオーダーして別のテーブルの残り物を食べるという手段で空腹を凌いだり、夜中に酒屋の脇に積んであるビンを失敬し翌日に何食わぬ顔でそれを換金して小銭を稼ぐなどしていた[18]。
  - 1983年頃からスタジオ・ミュージシャンとしての仕事が少しずつ入ってくるようになり、この時の経験が『INSTANT LOVE』をはじめ、後のBOØWYのスタジオワークに役立っている。
- 松井は六本木のスクエアビル内にあったゲームセンターで働いており、店長に「髪立ててメイクしてバイトに来るのやめてくれない？」と注意されたことがある[11]。
  - 後に阿佐ヶ谷の「mint」というカフェ・バーのマスターとなった[11][26]。しかし店がバンドの連絡先も兼ねていたため熱心なファンが通いつめ、売り上げが伸びなかったことで程なくして閉店している。
- 高橋はマネキン運びのアルバイトをしており、正社員への推薦を貰うほど勤務態度も優秀だった[22]。
  - 地方へ遠征する際は、他メンバーに内緒でへそくりを用意していた。内緒にしておかないと「酒を飲もう」「飯を食おう」と言われることになるからと、後に語っていた[22]。遠征先で金欠になると「まこっちゃんが靴を脱いでへそくりを出す」という光景が度々見られたという[27]。金額はとりあえず車で東京まで帰ってこられる額だったとのこと。
- 氷室と布袋はなかなか定まった仕事に就かず、両者とも当時同棲していた女性に半ば養ってもらうという状態だった。そのためバンドの活動資金は主に松井と高橋のアルバイト代や、ファンから多めに徴収した打ち上げ代などで補っていた[22]。

### その他
- 群馬時代に布袋が組んでいたバンド"BLUE FILM"のボーカリストは、後にBOØWYのマネージャーとなった土屋浩である。
  - 「紺待人」名義で書籍『大きなビートの木の下で』（1986年、CBSソニー出版）などバンド関連の書籍等も手掛けた。
  - BOØWY解散後は氷室、高橋と共にユイ音楽工房に残留し、近年では高橋が所属するアースルーフファクトリーの代表を務めていたが、2012年5月に他界[28]。
- 同郷の後輩であるヤガミトールによると、当時の高崎界隈では氷室・松井・諸星が組んでいた"デスペナルティ"と、布袋・深沢が組んでいた"ジギー・リギー[注釈 6]"が人気を二分していた。両バンドが対バンを行うと500人規模のホールが埋まるほどで、追っかけまで存在していた[29]。
- ライヴハウス時代、佐賀県で3万人規模のコンサートがあるという話を聞き出演のために駆けつけたところ、それは村の夏祭りでステージに集まっていたのは30〜40人ほど、ギャラは村で収穫された野菜や酒だった。
  - 村に到着した時点ですでに金欠状態でありギャラを帰りの交通費として考えていたため、メンバーは非常に困惑したという。東京まで戻った手段については「消費者金融で借りたか、機材車のハイエースを担保にしたかのどちらかだったと思う[18]」、「マネージャーの土屋に主催者と再交渉させ、どうにか帰りの高速代くらいは出してもらえた[22]」など諸説あり、真相は不明。
- 高橋が他の5人と初めて「IMAGE DOWN」を演奏した際、演奏開始のカウントがあまりにも大声だったため、松井が笑い出してしまい、演奏が中断してしまった。
- ラストシングルとなった「季節が君だけを変える」は、布袋が「もっと深い、俺たちの関係を言葉にして欲しい」と氷室の歌詞に意見した最初で最後の曲。その要求の見返りとして、氷室作詞作曲の「CLOUDY HEART」がB面にくることとなる。
- 結成当初、布袋と松井はお互いを敬遠しており、あまり会話を交わすことがなかった。しかしとある地方でのライブ後に2人で呑むことになり、その席で意気投合した[19]。
- 『INSTANT LOVE』の時期、当時まだアマチュアだったBUCK-TICKの今井寿がラフォーレ原宿で布袋を見かけサインを貰うが、この時の今井の服が偶然にも『INSTANT LOVE』の裏ジャケットで布袋が着ている衣装の色違いだった[30]。
- 高橋は氷室の免許更新に同伴して群馬に行った際、当時まだアマチュアだったBUCK-TICKのヤガミトールに焼肉をおごってもらう代わりに、彼の自宅でドラムを2時間叩いてみせたことがある。しかし当時は両者のレベルが違いすぎたため、ヤガミは「いつも使っているドラムセットなのに、何故こんなすごい音が出るのか全くわからなかった」と後に述べている[31]。
  - 上記の帰郷の際、バイクで高速道路を通って行こうと提案した高橋に着いて行った氷室は、非常に恐ろしい体験をしたと語っている。そして、地元では財布ごと免許証を落としてしまい落胆するが、ファンに拾って貰い事なきを得た。
- 氷室は全く酒が飲めずもっぱらコーラ、たまに飲む時でもカルーア・ミルクのミルク多めである。
  - 一方布袋は酒に強いため、活動初期は他バンドの打ち上げの席でBOØWYを宣伝する広報係を担当していた[18]。
  - また高橋は新宿LOFTに、賞味期限が切れた酒を無料で入れておいて貰う「減らない魔法のボトル」を常にキープしていた[22]。
- ライブハウス時代にツアーで京都に行った際、布袋はたまたま修学旅行に来ていた妹[注釈 7]と鉢合わせしてしまい、バツの悪い想いをしたという[22]。
- 松井はロンドンへ行った際、帰りにデパートで土産物を買おうとしたが英語を全く喋れず、意地になって日本語を貫き通した。
- 「Marionette」のプロモーションビデオのアニメ・バージョンはガイナックスが制作した。当時ガイナックスの社長を務めていた岡田斗司夫は、後に自著の中で「当時は誰もがあれをやりたがった」と回想している。
- 『BEAT EMOTION』発売前にラジオで「次は売れる曲出します」と発言する。それは事実となり同作はミリオンセラーを獲得した。
- 『ROCK 'N ROLL CIRCUS TOUR』は、当初ツアータイトルのようにサーカス小屋としてテントを張って、そこをライブ会場にする予定だった。しかし「地ならしのため、ゾウを引き取ってもらわないと困る」と言われ、断念している[32]。
- 週刊誌フライデーに「氷室は殺人罪の前科あり」という根拠の無い記事を掲載されたことがある。氷室本人はその後のライブで「殺人罪の氷室です」とネタにしていた。
  - 「氷室と布袋が不仲」という記事を掲載された際にも、氷室はライブのメンバー紹介で「彼とは楽屋を別にしてもらってます」とネタにしている。
- 『ROCK 'N ROLL REVIEW DR.FEELMAN'S PSYCOPATHIC HEARTS CLUB BAND TOUR』の那覇市民会館公演で、煽っても煽っても縦ノリにならず横揺れなオーディエンスに憤慨した氷室はステージから下がってしまった。結果的には戻って最後まで演奏した。ちなみにこのライブは、同ツアーの中で唯一ソールドアウトしなかった公演でもあった。
- 初期メンバーの諸星（ギター）と深沢（サックス）の脱退理由は書籍によって「音楽性の違い」[33]「今後の不安」[34]「事務所からのMORAL制作スタッフである月光恵亮の提案（諸星・深沢の演奏力不足による解雇を提案）」[35][18]など諸説書かれており、真相は不明である。
  - しかし、2人のラストライブでの氷室のMCによると、諸星は「もっと黒っぽい音楽（ブラックミュージックのことと思われる）をやりたくなったから」、深沢は「アクター（俳優）になりたいから」が脱退理由とのこと。深沢脱退が氷室の口から告げられた瞬間、会場内の女性ファンが悲鳴を上げた。2人のラストライブで、深沢は自作詞の曲「NO.NY」とデヴィッド・ボウイの「サフラジェット・シティ」でボーカルを執っている。
  - 深沢は現在も舞台を中心に映画にも出演する俳優として活動中。舞台でサックスを吹くこともある[36]。
  - 諸星はBOØWY脱退から約1年後に音楽業界より引退したが、1983年11月27日に新宿LOFTで行ったライブのアンコールにゲストで登場し、「MIDNIGHT RUNNERS」を演奏した。
- 日本のバンドとしては桁外れに海賊版の数が多い。大半の公演について海賊版が存在するという説もある（初期の頃は、営業戦略からバンド側がライブの録音、録画を黙認していた）。
  - ただし、上記の海賊版が出回っていることに関して布袋はTwitter上で山本修司の質問に対し「非常に心外です」と答えている[37]。

### 解散について
- 1986年12月16日、『ROCK'N ROLL CIRCUS TOUR』の長野市民会館でのライブ後、布袋からの提案で宿泊先のホテルのバーで、メンバー全員が解散について話し合った[38][18][11][22]。それまでも「4人でやれることをやり尽くしたら解散」「トップに立ったら解散」とインタビュー等で公言はしていたが、ブレイクする以前はまだ非現実的なものだったため、半ば夢に近い漠然とした目標のような扱いだった。しかしながら『JUST A HERO』がメンバー全員にとって音楽面で満足のいく作品となり、さらに『BEAT EMOTION』が初登場1位を記録し商業的にも成功を収めたことから、この時に初めて現実的な内容での話し合いの場が持たれた。
  - この時点では、休養期間を取った後にもう1枚アルバムを制作するという形で話が終結した[38]。そして翌1987年のツアー終了後、マネージャーの土屋浩により招集されたメンバーは表参道のブルーミン・バーに集まる。そして所属事務所ユイ音楽工房にてBOØWYスタッフのトップを務める糟谷銑司に、解散する意向であることを報告した[39]。こうして1987年のバンドは、解散へ向けて活動していくこととなる。
- ファンの間では、マスコミに一切公表していないにもかかわらず『ROCK'N ROLL REVIEW DR.FEELMAN'S PSYCOPATHIC HEARTS CLUB BAND TOUR』の最終公演である「12月24日の渋谷公会堂で解散」という情報が事前に伝わっていた。
  - これは「活動後期の歌詞や活動内容の加速度・充実度やエピソードから一部ファンと音楽ライターが年内解散を予測しており、複数発生源の口コミとして広まった」ということが、音楽誌「BANDやろうぜ!!」の編集後記にこぼれ話として書かれたことがある。
- 事実上の解散宣言をした1987年12月24日のライブ当日は、チケットを入手できなかったファン数百名が渋谷公会堂の前に集まり、会場内の様子を知ろうと揉み合いになるうちに正面入口のガラス戸が割れるという事態にまで発展した。この日のライブを収めたDVD『1224』には、会場前に群がるファンと割れたガラス戸の映像が収められている。
  - 終演後は、会場前のファンに向けても「解散宣言をした」とアナウンスされた。
- NHKではバンド解散が臨時速報され（NHKがバンドの解散を取り上げたのは異例である[要出典]）。翌日12月25日付の朝日新聞、読売新聞など主要新聞の朝刊にはバンド側からのコメントと最後のライブを翌1988年に開催する旨が掲載された。
  - ただし高橋によれば、当初メンバーはこのライブ開催を知らず、新聞を読んで驚いたと述べている[27]。
- 1988年4月4日、5日に東京ドームで行われた『“LAST GIGS” LIVE AT TOKYO DOME "BIG EGG" APRIL 4,5 1988』にて正式にバンドとしての活動を終了した。『“LAST GIGS”』についてバンド側は「あくまで前年12月24日の渋谷公会堂でバンドは解散しており、（“LAST GIGS”は）少し早い再結成、同窓会のようなもの」としている。しかし実際には、4月5日の最終公演後の移動車内ではメンバー全員が泣いていたという[40]。

#### 解散の理由
バンド側からの正式な解散理由は、解散から37年を経た2025年現在も公表されていない。各メンバーが様々な状況が折り重なった結果だといったニュアンスの発言をしている。
- 要因のひとつとして布袋は「自身が海外での活動を強く希望した」と述べている[40][11]。
- 前述の通り、ブレイクする以前からバンド内で「4人でやれることをやり尽くしたら解散する」と決めていたことも挙げられる。
  - 『INSTANT LOVE』リリース直後の時点で、4人が異口同音に「BOØWYというバンドで、やれるだけのことをやりたい。やれるだけのことをやったら、その瞬間にでもBOØWYは解散すると思う」という旨の発言をしている[41]。氷室と布袋は同様の発言を『BOØWY』リリース後のインタビューでも述べている[42]。
  - 東芝EMI移籍後の1985年末頃に布袋が「今はバンドの勢いが出てきたから、あと1、2年はこのまま（バンドを継続して）いくと思うけど、その後個人で独り立ちできるようにしていったほうがいいんじゃないかな」という話をしたことを高橋が著書[22]や「1224 THE ORIGINAL」発売時のイベントで発言している。
  - 『JUST A HERO』をリリースした時期には、すでに解散について言及する発言がいくつか見受けられる。
    - 氷室は「4人とも、バンドに執着してるっていうより、この4人に執着してるんだよね。だからもしメンバーチェンジなんてことになれば、みんなやめちゃうんじゃない？[43]」、「“これこそBOØWYサウンドだ！“というのを見つけ出せたその時は、もう解散してもいいと思うんです。全てがそれまでの葛藤じゃないかなって思います[44]」と語っている。
    - 布袋もこの時期に「色々なところで言ってるんだけど、僕らの夢は解散なのです。思い切りやり尽くして、気持ちの良いケジメをつけるという事。今回のツアーも武道館もそのための1歩と考えてるんです。それは、今年中に来るかもしれなければ、5年後になってしまうかもしれない…。男4人が、その為に心焦がしている姿は素敵なものだと信じています」とインタビューで述べている[45]。

  - 布袋は1986年10月のインタビューで「最終形のものを描く時が来ると思うんですよ。売れる売れない関係なく。レコード作ったりツアーやって『これで俺らはやることやった』って思う時が来ると思う。そしたらそこでおしまいだと思う。ある意味じゃ解散に向けて頑張ってるんだと思う」と語っている[46]。
  - 1987年2月のインタビューには布袋が「BOØWYは完成形に近づいている」という旨の発言をしている内容が掲載されている[47]。
  - 解散後の氷室のインタビュー記事には、「『JUST A HERO』を出した後、音楽的な意味でのBOØWYの完成形はできたねってみんなで話した。ただここまで来たんだから、俺たち流のやり方で一番目指してみよう、セールスも含めて「一番になる」っていうのをやってみようかって話を、実際にメンバー同士でした。それをBOØWYというバンドのケジメとしてやってみようと」、「（『Marionette』で1位を獲り）シングルもアルバムも1位になったし完全にBOØWYとしてのケジメがついた。じゃあ（1987年12月24日の）渋公を最後にしようってことだよね」と記載されている[48]。
  - また氷室は2016年にリリースしたドキュメンタリー映像にて「バンドがもう機が熟してた。やり尽くしたってこと。与えられた仲間たちの中で一緒にできることをやり尽くしたって感じ」と語っている[49]。
- ブレイクしたことによりファン層が変わりアイドルのように扱われ始めたこと[注釈 8]、あからさまにBOØWYを真似たようなバンドが数多く出てきたことなど、これらの状況に違和感を覚えたとも語られている。
  - 布袋は1986年10月のインタビューで「ことステージでギターを弾いてる時に女の子にキャーキャー言われるのって心外に思う。最近特にひどい状態だしさ。みんなギター聞いてないんじゃないかっていう状態だし。それはすごくバカバカしいことだし、そんなやつらのためにやってないってでかい声で言える。最悪な気分にさせられるコンサートも多いしさ」と嫌悪感を示している[51]。
  - 『PSYCHOPATH』のジャケットで布袋が髭を蓄えているのは「アイドルにはなりたくない」という当時の心境からであり、このアルバムのツアー『BOØWY ROCK'N'ROLL REVIEW DR.FEELMAN'S PSYCHOPATHIC HEARTS CLUB BAND TOUR』前期は彼本来のステージアクションがなく[22]「まったく動く気になれなかった」「最初は髭を生やしたままステージに出ようかとも思った」と述べている[40]。
  - 高橋はこういった状況について「ファンとの温度差みたいなものが出てきていた。こっちは新しい曲を作って演奏しているのに「IMAGE DOWN」や「NO. NEW YORK」を演らないと納得しないようなノリがあったり、布袋がギターソロを弾いているのに氷室ばかり見ているお客さん、氷室が一生懸命歌っているのにまったく違った受け止め方をするお客さんなんかもいたりして、自分たちの音楽が本当に理解されているんだろうかっていうジレンマが生まれてきた」と語っている[52][22]。
  - 布袋は「100万枚とか売れる風になると当たり前にロック好きじゃない子も入ってくる。それがミュージシャンとしてすごく居心地が悪くなってきた。誰も自分のギターなんか聴いてないんじゃないか、ただキャーキャー言ってるだけじゃないかと感じるようになった」「（後期になって）上手くいけば上手くいくほどだんだん味気なくなり、メンバー全員がバンドや自分自身に対して違和感を抱くようになった」といった状況が重なり、次第にギクシャクしていったという。また「（バンドに対する）一番大きな傷（＝解散するという事）は自分達で付けるべきだと思った」「自分たちで作ったバンドだから、人に壊されるよりは自分たちで壊した方が筋だという思いもあった」とコメントしている[17]。
- 「氷室と布袋の不仲が原因」とされる見方があるが、両者ともに不仲の真偽はともかく解散の原因とは違うと否定している。
  - 氷室は解散後に「雑誌ではライバルという書かれ方をしていたけど、俺は布袋の事を1度もライバルと思った事はない。それがソロとバンドの違いだと思う。バンドの中でメンバーをライバルだと思っていたら、バンドの良さって絶対出ないと思う。俺は布袋を最高のギタリストだと思っていた」と語っている[53]。
  - 布袋も「個性の強い人間だから、妥協をあまりしない人間だから、2人とも。そこがぶつかるってだけのこと。基本的には合わないわけじゃない」、「ヒムロックはすごい僕のことを立ててくれたから。それに、ヒムロックは精神的な部分とかで戦っていく人だから。僕はどっちかというとギターとか、そういう風になっていくでしょ、必然的に。だから本当は上手くバランスがとれてるんですよ。ヒムロックが出来ないところを俺が出来て、俺が出来ないところをヒムロックが出来てとか」と解散後に述べている[40]。
  - また自身のラジオ番組『ミュージックスクエア』内でも「僕はヒムロックのこと好きだし、自分が嫌いな人の横でギターを弾けるわけがない。第一BOØWYは僕とヒムロックだけのバンドじゃない。まっちゃんやまこっちゃんのビートあってのバンドだった訳だから。そんな理由じゃ解散できない」とコメントしている[54]。
- 解散後、氷室は「楽しくて始めたはずのバンドが、ロックビジネスというシステムの中に組み込まれて、少しずつ自分達の考えと違う方向に、勢いがついて転がっていってしまった。あと妙な義務感みたいなものがすごく大きくなって、苦しくなってきた。だから全盛と言われる中で解散したのは決して後悔すべきことじゃなくて正解だったと思うし、それだけ自分たちが音楽を正直にやっていく上でBOØWY解散はなくてはならないことだったと思う[55]」「BOØWYの4人で出来る事を全て実現してやりきったというのが結論。なのでもう辞めるしかない。辞めないで、そのまま3年4年と続けるのは厳しい」と語っている。
  - 一方、「俺はBOØWYを何が何でも解散したくてやめたわけじゃないからさ。これは今だから言えることだけど、あのままやっていくこともありだと思ってたし。もちろん今はそうしなくて良かったと思ってるけどね」というコメントも残している[56]。
- 布袋は解散後のインタビューで「音とか売り上げとかじゃなく、意識が完成したから解散したんだと思う」と語っている[40]。
  - また著書『秘密』では「決してひとつの理由などではない。もしいま4人が集まり解散の理由を話したとしたら、きっと全員見事にバラバラなのではないかと思う。BOØWYはBOØWYのもの。4人のもの。「俺にはこんな理由がある」などと4分の1の存在が軽々しく語ってはならないと思う。俺には俺の"絶対に解散せねばならない理由"があったが、それは墓まで持っていく」と記している[18]。
- 松井は自伝『記憶』にて「本当にすべてが上手くいっていたら解散なんてしない」とした上で、「確かに口火を切ったのは布袋だけど、それ以前にも解散の危機は何度もあった」「友達としていつも一緒にいたいけど、でもそれと音楽は別にしなきゃっていう分かれ道だったのかもしれない」と語っている[11]。
  - 一方で「満たされてはいなかったけど、もう選択肢が他になかった」「もしまた、あの4人で同じステージに立てたとしたら、それはすごくエキサイティングだろうなと思う」というコメントも残している[11]。
- 高橋は著書『スネア』内で、以下の内容を記している。
  - 1987年、当時布袋の妻であった山下久美子のツアーに布袋と松井が参加することとなり、高橋へも山下のプロデューサーから「まこっちゃんにドラムを叩いてほしいと布袋が言っている」という話があった。「（BOØWYの）4人中3人が参加となれば、氷室を除け者にしているようでまずい」と感じた高橋は氷室にこの件を伝えた。すると氷室は「それじゃ来月解散しよう」と言い出し、その直後に単身ロンドンへと旅立ったという[22]。
  - しかし高橋は、この件はあくまで山下のプロデューサーから聞いた話であり、布袋本人から高橋へ直接のアプローチは一切なかったこと、確証がない状況だったにもかかわらず氷室に軽々しく話してしまったことを後悔している旨も記している[22]。
  - また同書にて、解散の理由については「BOØWYというメンバー以外の人間も数多く関わっているプロジェクトともなれば、誰が良くて誰が悪いという単純なことは言えない[22]」としており、各メンバー間においても解散についての捉え方は微妙に異なっている。
- 吉田豪は、布袋が当時の妻・山下久美子のツアーに注力しすぎたことでメンバー間に溝ができたことが解散理由という説をラジオ番組内で唱えている[57]。
- このように、BOØWY側からの正式なコメントは発表されておらず、各メンバーの多種多様なコメントや推測記事等が入り乱れているのが現状である。

#### 解散後
メンバー間の関わりがあるもののみを記載する。
- 氷室と高橋はBOØWYが所属していたユイ音楽工房に残留。一方布袋はユイ音楽工房にてBOØWYスタッフのトップを務めていた糟谷銑司と共に個人事務所「IRc2 CORPORATION」を設立[58]、松井も同事務所に移籍した。氷室が「俺と一緒にやらないのか？」と松井を引き止めたという噂もあったが、本人は「新しい環境に行くことにすごく興味があった」と語っている[11]。
  - これについて、『“LAST GIGS”』の打ち上げに布袋と松井は参加しなかったという経緯もあったことから、バンドが2つに分裂したという見方もあった[注釈 9]。
  - 現在氷室は1995年に設立した個人事務所「BeatNix」に所属、布袋は2012年の渡英後に新たな個人事務所「DADA MUSIC」を設立[注釈 10]、松井は2004年に個人事務所「SOLID SOUNDS」を設立し独立、高橋は後に元BOØWYのチーフマネージャーである土屋浩が代表を務めていた「アースルーフファクトリー」に移籍したが、現在は個人事務所「ハイブリッジ」を設立し独立している。
- 1988年5月21日、汐留PITで行われた山下久美子のライブ『☆ACTRESS☆ Panasonic [PIT] Suntory '88』に布袋と松井が参加。両者ともBOØWY解散後、公の場に姿を見せたのはこの時が初であった。
- 1988年8月26日、MZA有明サウンドコロシアムにて行われた山下久美子のライブ『Baby alone in BABYLON" Tour 1988』に布袋と松井が参加。
- 1988年10月26日の国立代々木競技場第一体育館と同年11月15日に大阪城ホールにて行われた布袋のソロ初ライブ『GUITARHYTHM LIVE』に松井が参加[59]。
- 1988年11月18日、日清パワーステーションにて行われた氷室のライブに高橋がゲストで参加。氷室が客席にいた高橋を見つけてステージに飛び入り参加させ、「IMAGE DOWN」で共演した[60]。
- 1989年に布袋が吉川晃司とのユニットであるCOMPLEXでデビューした際、氷室は「あれが布袋の本当にやりたいことなのかなと思う。『GUITARHYTHM』を発表したのはわかる。そこで、敢えてバンドを組んでああいう事をやる必要性が分からない[61]」とコメントしている。
  - インタビューでこれについて問われた布袋は「ま、そう言われて喜ぶ人はいないでしょう」と返している[62]。
  - 一方で氷室は、1990年にCOMPLEXが無期限活動休止（事実上の解散）した際には「吉川が布袋から受けた音楽的影響は、決して小さいものではないはず」とも語っている。
- 1990年6月、花田裕之のツアー『ROCK&ROLL JET-SET RIFF ROUGH TOUR』に布袋と松井が参加。
- 1991年7月、BOØWY解散後に初めて氷室と布袋が直接会話を交わしている。布袋の『GUITARHYTHM II』完成後、氷室の『OVER SOUL MATRIX TOUR 1991』大阪公演の楽屋を布袋が訪ねると「聴いたよ」と答え、感想として「長げーよ」とコメントされたという。「良いけど長い」「長いの作りたかったんだからいいんじゃない？」と氷室は答え、率直な感想をもらえたとして布袋は嬉しかったとコメントしている[63]。
  - これ以前にも横浜中華街のレストランで偶然氷室と布袋が居合わせたことがあり、布袋は自身のラジオ番組にて「なんかこっちは緊張したけどね」と語っている[64]。
  - 氷室の同ツアーには、同年8月の有明コロシアム公演に松井と高橋も訪れている[65]。
- 1991年9月8日、布袋が氷室の家を訪れた。2人でBOØWY時代の思い出話に花を咲かせたとのこと。また同日は松井の誕生日だったため、氷室家から松井へ祝福の電話をかけたと述べている[66][67]。
- 1992年11月14日、布袋の『GUITARHYTHM WILD TOUR』の京都会館公演を氷室が観覧した[68]。
- 1993年3月、氷室のファンクラブイベントに高橋が特別ゲストで参加。当時高橋はDe+LAXの解散が決定し無為の日々を送っており、かつてのバンド仲間である氷室との再会で音楽への情熱が再燃したと語っている[22]。
- 1993年5月、氷室の『TOUR 1993 "L'EGOISTE"』国立代々木競技場第一体育館公演を松井と高橋が観覧。新宿LOFTで行われた打ち上げにも2人で参加した[69]。
- 1993年、松井のアルバム『あの頃僕らは』に布袋が参加。
- 1993年は氷室・松井・高橋がバス釣りに嵌っていた時期であり、連れ立って釣りに行ったというエピソードも明かしている[11][22]。
  - 松井はこの時期、氷室とバス釣りに行き『あの頃僕らは』の感想を聞かせてもらったと自伝で述べている[11]。
- 1993年12月24日、松井の『TSUNEMATU MATSUI TOUR '93 Delirious moon.』渋谷公会堂公演を氷室と高橋が観覧した[70]。奇しくも6年前の同日同じステージにて、BOØWYが解散宣言を行っている。
- 1994年、音楽雑誌『PATi PATi ROCK'N'ROLL』にて松井と高橋の対談が掲載された[71]。
- 1994年、高橋のアルバム『楽しき人生』に布袋と松井が参加[注釈 11]。松井は同アルバムのライブにもゲスト参加した。
- 1994年、松井のアルバム『GLACIER』に布袋が参加。
- 1994年、氷室のアルバム『SHAKE THE FAKE』に松井が参加。
  - この経緯について氷室は、前作『Memories Of Blue』がセールス面でBOØWYを超えたことで「今までレコーディングって言うと、いつもBOØWYって意識があった。でも、数字的にはひとつハードルを超えた。自分のなかでBOØWYに対するこだわりがふっきれたから、そろそろBOØWYのビート感を…、松井が入るとすごくBOØWYのビート感に近づくから、そういうのを1曲アルバムに入れてもいいかなって気にもなれた」という胸中を語っている[72]。
  - 松井は「あれだけのボーカリストなのに、まださらに上へ行こうとしているのは凄い」とコメントしている。
- 1995年3月7日、阪神・淡路大震災の復興支援チャリティーライブに氷室と布袋が出演。それぞれ同じステージに立ったが、共演は行われなかった。
- 1995年、松井のアルバム『DEEP SKY』に布袋が参加。
- 2001年末、布袋宅でのクリスマスパーティーにて、バンドが解散宣言をしたライブのDVD『1224』を布袋と松井が鑑賞した。事前に手元には届いていたものの、両者とも「ひとりでは観るのが怖かった」と吐露している。鑑賞後には布袋、松井とも感極まって泣きながら抱き合ったという[18][11]。
  - 松井はこの時のことを振り返り「解散後ソロをやって、ステージの真ん中に立つというのはこういうことなんだと実感した。あのバンドの中でフロントに立って、何かを声にするということは、想像を遥かに超える過酷さがあったに違いない」とファンに向けて直接解散を宣言した氷室の胸中を察するコメントを著書にて語っている[11]。
- 2002年、布袋のアルバム『SCORPIO RISING』に松井が参加。アルバムのツアーにも参加した。
  - このツアー開始直前、布袋は宮崎市内で転倒により頭蓋骨骨折と急性硬膜外血腫の重傷を負い、全スケジュールが延期となった。のちに松井は「いつでもまた一緒にできるような気はしても、何があるかわからない。だからまたこのギターとプレイすることができて本当に幸せだとツアー中ずっと思っていた。1本1本が本当に大切な時間だった」「（布袋の）復帰にかける執念が音だけじゃなく背中からも伝わってきた。だから自分もやるからには完璧にやりたくて、ベースの化身になりたいと思った。（ボーカルも演るソロとは違って）もっともベーシストに徹することが出来る場所だったから」と語っている[11]。
- 2002年、音楽雑誌『GiGS』に布袋と松井の共同特集が掲載された[73]。
- 2002年、吉川晃司のアルバム『PANDORA』収録曲「The Gundogs」に松井と高橋が参加。
- 2003年、布袋のアルバム『DOBERMAN』に松井が参加。アルバムのツアーにも参加した。
- 2003年、松井のソロ・プロジェクト『Groove Syndicate』に布袋がギター、共同作曲、プロデュースで参加。
- 2004年8月22日、氷室が東京ドームにて、BOØWYの楽曲を自らのソロ曲と共に演奏する「21st Century Boøwys vs HIMURO〜An Attempt to Discover New Truths〜」を行った。
  - 高橋は当日ライブを観覧し「純粋に楽しめた[22]」とコメント。
  - 布袋は「（本人からBOØWYの楽曲をやることについて）何も聞いていない」とのみコメント。
  - 松井は「あれはないよね」と否定的なコメントを残している。
  - また氷室は同ライブを放送したテレビ番組のインタビューで、「今後BOØWYが再結成する可能性はあるのか？」という質問に対し「良い質問ですね」と笑顔を見せるも、「それはないですね」と即答している。
- 2004年12月30日、「ザ・ベストテン」の特番に吉川晃司が「モニカ」で出演した際、松井と高橋がサポートで参加した。
- 2007年10月、名古屋ELLにて行われた『BOØWY 「FILM GIGS」 INVITATION！』内での松井のソロステージに高橋がゲストで参加[注釈 12]。BOØWY楽曲の『LIKE A CHILD』と『RAIN IN MY HEART』を披露した。
- 2009年6月15日、布袋の『GUITARHYTHM V TOUR』東京厚生年金会館公演を高橋が観覧した[74][75]。
- 2011年6月11日、12日に東京ドームにて、氷室の東日本大震災の復興支援チャリティーライブ「東日本大震災復興支援チャリティライブ KYOSUKE HIMURO GIG at TOKYO DOME "We Are Down But Never Give Up!!"」が行われた。
  - このライブは、BOØWYの楽曲で全編が構成された。当初は50歳のアニバーサリーライブを予定し3月14日に発表する準備をしていたが、その直前に震災が起こったため一旦発表を延期し、公演の内容を見直していた。結果「チャリティーの為にライブを行い、より多くの収益金を集め、被災地へダイレクトに届ける」という趣旨のもと開催する運びとなる。
  - しかし氷室がBOØWYの楽曲を演奏する件に関しては布袋、松井、高橋には寝耳に水であったようで[76]、高橋が氷室にエールを贈ったものの[77]、松井は氷室のアクションを高く評価しつつも「でも、少し寂しい。どうして声を掛けてくれなかったのかと。こんな時だからこそ、再び4人で手を握り合い、大いなる目的のために、協力し合うべきだと思った。アーティストとして素晴らしい決断だと思う反面、一緒に活動を共にしていた仲間としては、残念でならない」と語った[78]。
  - また布袋は、Twitter上で氷室に関する質問攻めにあってしまったこともあり2日程沈黙を続けていたが、後に自身のブログ上で「再結成を望む気持ちは皆さんと同じでした」「氷室京介氏の復興支援に向けたアクションは、彼の信念に基づいた選択であるはずです。僕はそれを否定的にとらえる気持ちなど全くなく、リスペクトしています」と述べた上で、「そして同時に自分の中で踏ん切りがつきました」と、今後も再結成は非現実的であることを伝えた[79]。
  - 後に氷室本人はこのライブについて「出来るだけ集客することで収益は増え、チャリティーの効果がより高くなる。オーディエンスをたくさん集めるために、世間に強いインパクトがあって、より多くのファンが臨むこと、という発想で「全曲BOØWY」に繋がった」とした上で、「メンバーの気持ちまで考えてなかったのがいけなかった」と反省の弁も語っている[80]。
  - 松井は6月11日のライブを観覧し、「BOØWYを歌う氷室京介は、何年経っても、何歳になっても、せつないまでに、あの頃のままだった。素晴らしいステージ、そして、素晴らしい時間でした。」とコメントした[81]。
  - ライブ当日氷室は「来月にここ(東京ドーム)で友達がライブを演るみたいなんでよろしく」と、氷室同様チャリティーライブのために7月30日、7月31日の二日間限定でCOMPLEXを再始動させた布袋と吉川晃司を指すMCも発している。
- 2012年2月1日、さいたまスーパーアリーナにて行われた布袋の50歳バースデーライブである『30th ANNIVERSARY 第四弾 ja-Ltn|HOTEI THE ANTHOLOGY "最終章" WE ARE DREAMER 〜50th BIRTHDAY SPECIAL CELEBRATION GIG〜』に高橋がゲストで参加。『LAST GIGS』以来、24年振りとなるステージ上での共演を果たした[82][83][84][85]。BOØWY楽曲では「JUSTY」と「NO. NEW YORK」が披露されている。
- 2012年3月24日、郡山カルチャーパーク・アリーナにて行われた高橋の東日本大震災の復興支援チャリティーライブ『つながろう ふくしま 〜絆〜 スペシャルライブ with 高橋まこと』に布袋がゲスト参加。BOØWY楽曲では「BAD FEELING」、「IMAGE DOWN」、「Dreamin'」が披露されている。
- 2012年10月11日から14日にかけて行われた布袋の『beat crazy Presents Special Gig “B.C. ONLY 2012”』に高橋が参加。「DRAMATIC? DRASTIC!」では高橋のボーカルも披露された。
- 2013年2月2日、布袋が出演した夢メッセみやぎの『EMI ROCKS 2013』に高橋が参加。BOØWY楽曲では雅-MIYAVI-と共に「BAD FEELING」、吉井和哉、雅、オオキノブオと共に「DREAMIN'」を披露。
- 2013年3月11日、群馬県高崎市にある氷室の実家を含む家屋3棟が全半焼する事件が発生。両親共に無事ではあるものの氷室の実母が火災から逃げる際に腕を骨折する大怪我を負っている[86]。
  - この件に関して氷室側は公式WEBサイトで両親の命に別状がないことを報告[87]。同日、氷室の実家を放火した37歳の女が高崎署に出頭、現住建造物等放火容疑で逮捕された[88]。後に熱狂的な氷室、BOØWYファンによる犯行であることも明らかになった[89][90]。
  - 布袋と高橋が氷室を気遣うコメントを発しており、同時に2人に対しても過去に犯人から自分宛に何度もツイートがあったことが明かされている[91][92]。
- 2013年4月6日、7日に代々木 Zher the zoo にて高橋が行った『福島復興支援 チャリティーLIVE SPIN OUT TAKAHASHI MAKOTO VS BOØWY 60×60 〜 CROSS OVER JAPAN CHARTY GIGS 〜』に、1982年10月に脱退した深沢がゲストで参加。
- 2014年7月13日、山口県の周南市文化会館にて行われた氷室のライブで、本人の口から同月19・20日の横浜スタジアム2日間公演をもって「氷室京介を卒業する」と発表。
  - この発表の件はスタッフはじめ周囲は「知らなかった」と口をそろえ、同日深夜、公式サイトにて驚かせたことに対する謝罪と翌2015年のファイナルコンサートをもって、氷室京介としてのライブ活動を休止することが掲載された（結局ファイナルコンサートは翌々2016年春の横浜スタジアムのリベンジライブに決定）。ただし、氷室は7月19日のライブにて寝耳に水報道を否定している。
  - この一件に高橋は「余りに突然なので言葉が出ませんでした」としつつ、「ヒムロックの気持ちを一番大切にしたいです。きっと横浜スタジアムでしっかり説明してくれる事と思います。あとは、ちゃんと受け止める事です。」[93]
  - また布袋は氷室の名前こそ出していないものの、ブログ上にて「もし彼が本当にステージから姿を消してしまうなら「最後のステージはせめて一曲でも　隣りでギターを弾かせてほしい」そう願うのみ。」と氷室への想いと思しきコメントを寄せている[94]。
- 2016年4月23日〜5月23日のツアー「KYOSUKE HIMURO LAST GIGS」をもって、氷室がライブ活動を無期限休止。
  - 高橋は松井とともに5月22日の東京公演を観覧[95]。
  - 布袋は「『氷室京介LAST GIGS』最終日（5月23日）を観させていただきました」とブログにて明言[96]、そして同年の日本武道館公演でのMCでは「ヒムロックがステージから去るその瞬間を、僕も観に行きました」と述べた。
- 2019年、布袋のアルバム『GUITARHYTHM VI』に松井と高橋が参加[97][98]。
- 2019年6月15日から9月1日にかけて高橋が参加する『LAST GIGS – THE ORIGINAL – 』リリースに伴うスペシャルイベントに初期メンバーの深沢がゲストで参加予定[99]。
- 2019年12月24日・25日、布袋の『HOTEI GUITARHYTHM Ⅵ TOUR 2019 “REPRISE”』高崎芸術劇場大劇場での公演にて、松井がスペシャルゲストで参加。
  - 同ツアー最終日となる12月28日、神戸ワールド記念ホールでの公演では、松井と高橋がスペシャルゲストで参加した。
- 『LAST GIGS』以降、4人全員が揃った唯一の場とされているのが、カメラマン加藤正憲の結婚式である[22]。
- 高橋は氷室のツアーへ頻繁に訪れており、音楽雑誌にも多く記載されている。
- 解散後の共演の組み合わせとしては、同じ事務所にいたこともある「布袋と松井」の共演が回数としては一番多く、東日本大震災以降は「布袋と高橋」の共演が多い。また、松井と高橋はそれぞれ他のメンバー3人全てと解散後に共演している。唯一解散後実現していないのが「氷室と布袋」の共演である（前述の1995年に開催された阪神淡路大震災の復興支援チャリティーライブにそれぞれ出演したが、共演は行われていない）。

## 作品

### アルバム
- MORAL（1982年）
- INSTANT LOVE（1983年）
- BOØWY（1985年）
- JUST A HERO（1986年）
- BEAT EMOTION（1986年）
- PSYCHOPATH（1987年）

### シングル
- ホンキー・トンキー・クレイジー（1985年）
- BAD FEELING（1985年）
- わがままジュリエット（1986年）
- B・BLUE（1986年）
- ONLY YOU（1987年）
- Marionette -マリオネット-（1987年）
- 季節が君だけを変える（1987年）
- DAKARA（1988年）

## タイアップ
| 使用年 | 曲名                           | タイアップ                                                |
| ------ | ------------------------------ | --------------------------------------------------------- |
| 2004年 | B・BLUE                        | TBS系ドラマ『BE-BOP-HIGHSCHOOL』主題歌（2004年 - 2005年） |
| 2004年 | ホンキー・トンキー・クレイジー | TBS系ドラマ『BE-BOP-HIGHSCHOOL』主題歌（2004年 - 2005年） |
| 2016年 | B・BLUE                        | AWA「AWA MUSIC」CMソング                                  |

## 公演
| 年              | タイトル                                                           | 公演規模・会場・セットリスト | 収録作品 |
| --------------- | ------------------------------------------------------------------ | --- | --- |
| 1981年          | BOØWY GIGS                                                         | 全10公演 - 5月11日 新宿LOFT - 6月27日 新宿LOFT - 7月16日 新宿LOFT - 8月12日 新宿LOFT - 9月17日 新宿LOFT - 10月9日 前橋Garcia - 10月10日 前橋Garcia - 10月19日 新宿LOFT - 11月3日 河口湖ホテルライブ - 11月6日 新宿LOFT | |
| 1982年          | BOØWY GIGS                                                         | 全33公演 - 1月28日 新宿LOFT - 2月16日 新宿LOFT - 3月1日 原宿クロコダイル - 3月24日 新宿LOFT (「暴威」表記) - 3月29日 原宿クロコダイル - 4月6日 渋谷LIVE INN - 4月21日 新宿LOFT (「BOØWY (暴威)」) - 5月3日 前橋河川敷コンサート - 5月11日 渋谷屋根裏 - 5月14日 渋谷Egg-man - 5月29日 新宿LOFT - 5月30日 千葉DANCING MOTHERS - 6月4日 渋谷AtoZ - 6月13日 渋谷TAKE OFF 7 - 6月19日 新宿ACB - 6月27日 新宿LOFT - 7月2日 中野公会堂 - 7月3日 千葉DANCING MOTHERS - 7月5日 新宿LOFT「GET HOT ROCKS! part.1」 - 7月14日 渋谷屋根裏 - 7月16日 京都ディスコ - 7月18日 新宿LOFT - 8月6日 千葉DANCING MOTHERS - 8月8日 新宿LOFT「DO THE R&R」 - 8月23日 渋谷TAKE OFF 7 - 9月9日 渋谷PARCO PART III - 9月18日 新宿LOFT - 10月9日 新宿LOFT「DO THE R&R Vol.2」 - 10月30日 職業訓練大学校（相模原）学園祭 - 11月6日 東京水産大学 第23回海鷹祭 - 11月14日 新宿LOFT「DO THE R&R Vol.3」 - 11月17日 目黒鹿鳴館 - 12月4日 千葉DANCING MOTHERS - 12月6日 新宿LOFT「DO THE R&R Vol.4」 | |
| 1983年          | BOØWY GIGS                                                         | 全38公演 - 1月4日 渋谷Egg-man - 1月5日 千葉DANCING MOTHERS - 1月15日 新宿LOFT - 3月9日 新宿LOFT (MUZEUM with BOØWY) - 4月30日 新宿LOFT「AFROCKABILY LIVE Vol. 1 ( BOØWY & HØRN 100% BEAT)」 - 5月14日 千葉DANCING MOTHERS - 5月24日 新宿LOFT「AFROCKABILY LIVE Vol. 2 (100% BEAT)」 - 6月5日 柏クレイジーホース - 6月18日 新宿LOFT「AFROCKABILY LIVE Vol. 3 (100% BEAT)」 - 6月22日 横浜シェルガーデン - 6月24日 六本木ハードロックカフェOPEN記念ライブ - 7月7日 渋谷La.mama「GIG THE STAND UP」 - 7月9日 千葉DANCING MOTHERS - 7月10日 新宿LOFT「AFROCKABILY LIVE Vol. 4」 - 7月26日 新宿LOFT「AFROCKABILY LIVE Vol. 5」 - 7月31日 さが21世紀県民の森イベント「WOODS CONCERT」 - 8月1日 小倉 IN&OUT - 8月13日 新宿LOFT「夏休み特別企画 その4 BEST，BEAT，AGE」 - 8月17日 渋谷LIVE INN - 9月22日 新宿LOFT - 9月25日 高崎MAKE UP - 10月1日 新宿LOFT「スタジオ・ギャング バトルロイヤル AT LOFT 4Days」 - 10月2日 柏クレイジーホース - 10月5日 渋谷TAKE OFF 7 - 10月16日 大阪 THE BOTTOM LINE - 10月17日 京都BIG BANG - 10月18日 名古屋E.L.L. - 10月19日 名古屋grateful YUCCA - 10月22日 高崎MAKE UP - 10月27日 渋谷LIVE INN - 11月4日 文化服装学院 文化祭 - 11月20日 神戸チキンジョージ - 11月23日 大阪 THE BOTTOM LINE - 11月24日 名古屋E.L.L. - 11月26日 清水BOWIE - 11月27日 新宿LOFT - 12月2日 新宿ライブイン 村さ来 - 12月4日 オレンジ音屋（平塚市） - 12月18日 高崎市福祉会館 (TAKASAKI ROCK FESTIVAL) - 12月26日 渋谷LIVE INN - 12月27日 蕨市民会館 - 12月31日 西武劇場「NEW YEAR ROCK FESTIVAL」 | |
| 1984年          | BOØWY GIGS                                                         | 全21公演 - 1月28日 新宿LOFT - 2月16日 清水BOWIE - 2月17日 名古屋E.L.L. - 2月19日 大阪ポップコーン - 2月20日 神戸チキンジョージ - 2月21日 京都 磔磔 - 2月23日 名古屋grateful YUCCA - 2月24日 渋谷LIVE INN - 3月17日 渋谷LIVE INN - 3月23日 千葉DANCING MOTHERS - 3月30日 新宿LOFT 「BEAT EMOTION・LOFT 2 DAYS～すべてはけじめをつけてから～ 暴威DAY」 - 3月31日 新宿LOFT「BEAT EMOTION・LOFT 2 DAYS～すべてはけじめをつけてから～ BOØWY DAY」 - 4月11日 法政大学学園祭 - 4月12日 法政大学学園祭（中止）、千葉DANCING MOTHERS（中止） - 4月27日 渋谷LIVE INN - 5月3日 日比谷野外音楽堂「JAPAN ROCK FESTIVAL '84」 - 5月18日 青木楽器BOW - 5月27日 流山市民会館 - 5月31日 渋谷LIVE INN「BEAT EMOTION I」 - 6月24日 駒澤大学 Festival「NEW DAYS NEWZ」 - 6月30日 渋谷LIVE INN「BEAT EMOTION II」 - 7月5日 東京読売ホール「NO･REASON」 | DVD『"GIGS"BOX』 |
| 1984年          | BEAT EMOTION                                                       | 全22公演 - 7月7日 新宿LOFT - 7月8日 名古屋E.L.L. - 7月10日 京都BIG BANG - 7月11日 大阪バーボンハウス - 7月13日 神戸チキンジョージ - 7月25日 高崎市 パブゴールド (アマチュア・ロック・コンテスト) - 7月27日 渋谷LIVE INN「BEAT EMOTION III」 - 7月28日 渋谷La.mama「納涼MONSTER ROCK SHOW」 - 8月5日 高松市 エスノクラブ - 8月7日 窪川町農村環境改善センター - 8月8日 土佐清水市立 市民文化会館 くろしおホール - 8月9日 高知県立県民文化ホール グリーンホール - 8月10日 徳島アッファングーロ・ポッコディーロ (中止) - 9月1日 渋谷東横劇場「HEADZ 8」 - 9月29日 渋谷LIVE INN「BEAT EMOTION IV」 - 10月10日 高崎市文化会館ホール (TAKASAKI ROCK FESTIVAL) - 10月27日 渋谷LIVE INN「BEAT EMOTION V」 - 11月4日 駒澤大学記念講堂「SHOCKIN' WAVE」 (オータムフェスティバル) - 11月23日 明治大学生田祭「NO･REASON 2」 - 11月25日 第35回 千葉工大津田沼祭 - 11月30日 前橋市民文化会館大ホール「LIVE HOUSE THE RATTAN PRESENTS Super Rock Fes.」 - 12月6日 仙台ヤマハホール - 12月7日 山形 ミュージック昭和session | |
| 1985年          | BOØWY GIGS                                                         | 全6公演 - 1月1日 LOFT NEW YEAR PARTY - 3月12日 Marquee Club (in LONDON) - 4月13日 ラフォーレミュージアム赤坂 - 6月20日 高崎市文化会館 - 6月25日 渋谷公会堂 | DVD『"GIGS"BOX』 |
| 1985年          | BEAT 2 PLATOON                                                     | 6都市全8公演 - 6月27日 大阪バナナホール - 6月28日 大阪バナナホール - 7月1日 名古屋HeartLand STUDIO - 7月2日 名古屋HeartLand STUDIO - 7月19日 札幌PENNY LANE - 7月20日 小樽第二埠頭 「ポート フェスティバル」 - 8月11日 スポーツランドSUGO 「Rock'n roll Olympic '85」 - 9月5日 安田生命ホール | |
| 1985年          | BOØWY'S BE AMBITIOUS TOUR                                          | 16都市全22公演 - 9月6日 名古屋市芸術創造センター - 9月17日 福岡 都久志会館 - 9月18日 熊本郵便貯金会館 - 9月20日 京都教育文化センター - 9月23日 大阪厚生年金会館 中ホール - 9月24日 高知県立県民文化ホール オレンジホール - 11月3日 熊本県立劇場（熊本商科大学学園祭） - 11月4日 福岡大学高宮校舎体育館（福岡大学学園祭） - 11月5日 駒澤大学記念講堂（オータムフェスティバル） - 11月9日 桃山学院大学 - 11月12日 石川県教育会館 - 11月13日 新潟市公会堂 - 11月24日 一橋大学 兼松講堂（一橋大学小平祭、中止） - 11月25日 日本青年館 (NHK MUSIC WAVE) - 11月29日 横浜市教育会館 - 12月6日 日本武道館（ギャッツビーライブIN 武道館The Day of Rock ） - 12月9日 広島厚生年金会館（広島文化女子短期大学学園祭） - 12月12日 札幌市民会館 - 12月13日 秋田市文化会館 - 12月16日 仙台電力ホール - 12月18日 宇都宮市文化会館 - 12月20日 群馬音楽センター - 12月24日 渋谷公会堂 - 12月24日、渋谷公会堂でのセット・リスト。 - 1. BEGGINING FROM ENDLESS - 2. Dreamin' - 3. ハイウェイに乗る前に - 4. BABY ACTION - 5. GIVE IT TO ME - 6. MY HONEY - 7. 唇にジェラシー - 8. BAD FEELING - 9. CLOUDY HEART - 10. THIS MOMENT - 11. DANCE CRAZE - 12. OH! MY JULLY PART.1 - 13. IMAGE DOWN - 14. TEENAGE EMOTION - 15. LONDON GAME - 16. ホンキー・トンキー・クレイジー - 17. GUERRILLA - 18. NO. NEW YORK - 19. HAPPY X'MAS - アンコールは16と17。17と18の間で、氷室から来年（1986年）に向けての抱負と、布袋と山下久美子の結婚宣言が行われた。 - 1と18はSE。このツアーでは曲目・曲数・曲順が頻繁に変えられている。 | |
| 1986年          | JUST A HERO TOUR                                                   | 25都市全37公演 - 3月24日 青山スパイラルホール - 4月2日 秋田市文化会館 - 4月3日 岩手県民会館 - 4月5日 宮城県民会館 - 4月6日 日比谷野外音楽堂（勇気ある子供達が時代をつくる） - 4月11日 埼玉会館 - 4月12日 千葉県教育会館 - 4月17日 神奈川県立青少年センター - 5月4日 名古屋港ガーデン埠頭（中京テレビ ROCK WAVE） - 5月1日 高崎市文化会館 - 5月6日 札幌市民会館 - 5月12日 鹿児島市民文化ホール - 5月14日 熊本郵便貯金会館 - 5月15日 福岡市民会館 - 5月22日 岡山市立市民文化ホール - 5月24日 広島郵便貯金会館 - 5月25日 大阪厚生年金会館 - 5月26日 京都会館 第二ホール - 5月28日 愛知県勤労会館 - 5月29日 清水市民文化会館 - 6月1日 東京厚生年金会館 (GO!GO!LOFT 10YEARS ANNIVERSARY) - 6月3日 水戸市民会館 - 6月5日 群馬音楽センター - 6月6日 群馬県民会館 - 6月7日 郡山市民文化センター - 6月8日 日比谷野外音楽堂 (ANN CALL'86) - 6月17日 新潟市公会堂 - 6月18日 金沢市文化ホール - 6月19日 福井県民会館 - 7月2日 日本武道館 全20曲 - 1. PROLOGUE - 2. BAD FEELING - 3. ROUGE OF GRAY - 4. BLUE VACATION - 5. JUSTY - 6. BABY ACTION - 7. GIVE IT TO ME - 8. LIKE A CHILD - 9. HONKY TONKY CARZY - 10. わがままジュリエット - 11. 1994-LABEL OF COMPLEX- - 12. ミス・ミステリー・レディ (Visual Vision)※ - 13. WELCOME TO THE TWILIGHT - 14. DREAMIN' - 15. INSTANT LOVE - 16. IMAGE DOWN - 17. TEENAGE EMOTION - 18. JUST A HERO - 19. NO. NEW YORK☆ - 20. DANCING IN THE PLEASURE LAND☆ - 1はSEで、※の曲は演奏されていない会場がある。 - ☆の曲は逆の順番で演奏された会場がある。 - このツアーから基本的にどの会場でも同じセットリストで行われるようになった。 | - ビデオ『BOØWY VIDEO』 - アルバム『“GIGS”JUST A HERO TOUR 1986』 - DVD『“GIGS”BOX』 - アルバム『“GIGS”JUST A HERO TOUR 1986 NAKED』 - Blu-ray『BOØWY BLU-RAY COMPLETE』                                              |
| 1986年          | BOØWY GIGS                                                         | 全7公演 - 7月20日 札幌市民会館（HBCフレッシュコンテストゲスト出演） - 7月27日 夕張石炭の歴史村（パロ・パロ・ロック・フェス） - 8月2日 福岡 玄海彫刻の岬・恋の浦（第6回 南こうせつ サマー・ピクニック） - 8月3日 福岡 玄海彫刻の岬・恋の浦（第6回 南こうせつ サマー・ピクニック） - 8月4日 新宿 都有3号地（ウォーター・ロック・フェス） - 8月8日 秋田県営ラグビー場 (ROCK CITY CARNIVAL'86) - 8月10日 スポーツランドSUGO (ROCK'N'ROLL OLYMPIC'86) | DVD『“GIGS”BOX』 |
| 1986年 - 1987年 | ROCK'N ROLL CIRCUS TOUR                                            | 31都市全37公演 - 1986年11月11日 石川厚生年金会館 - 1986年11月13日 新潟県民会館 - 1986年11月17日 山形県県民会館 - 1986年11月18日 宮城県民会館 - 1986年11月20日 郡山市民文化センター - 1986年11月27日 岩手県民会館 - 1986年11月28日 秋田県民会館 - 1986年11月30日 青森市文化会館 - 1986年12月5日 大阪厚生年金会館 - 1986年12月6日 大阪厚生年金会館 - 1986年12月7日 大阪厚生年金会館 - 1986年12月10日 日本武道館 - 1986年12月16日 長野市民会館 - 1986年12月18日 群馬県民会館 - 1986年12月22日 群馬県民会館 - 1986年12月24日 横浜文化体育館 - 1987年1月8日 鹿児島市民文化ホール - 1987年1月9日 熊本県立劇場 - 1987年1月10日 福岡市民会館 - 1987年1月13日 静岡市民文化会館 - 1987年1月16日 札幌市民会館 - 1987年1月17日 札幌市民会館 - 1987年1月22日 名古屋市公会堂 - 1987年1月23日 名古屋市公会堂 - 1987年1月26日 広島郵便貯金会館 - 1987年1月27日 倉敷市民会館 - 1987年1月29日 島根県民会館 - 1987年2月3日 愛媛県県民文化会館 - 1987年2月4日 高知県立県民文化ホール - 1987年2月5日 福岡市民会館 - 1987年2月10日 四日市市文化会館 - 1987年2月13日 京都会館 - 1987年2月14日 神戸文化ホール - 1987年2月15日 岐阜市民会館 - 1987年2月19日 宮城県民会館 - 1987年2月20日 茨城県立県民文化センター - 1987年2月24日 日本武道館 全21曲 - 1. B·BLUE - 2. ハイウェイに乗る前に - 3. BABY ACTION - 4. RUNAWAY TRAIN - 5. BAD FEELING - 6. 1994-LABEL OF COMPLEX-〜DRAMATIC?DRASTIC! - 7. RAIN IN MY HEART - 8. CLOUDY HEART - 9. わがままジュリエット - 10. B・E・L・I・E・V・E - 11. SUPER-CALIFRAGILISTIC-EXPIARI-DOCIOUS - 12. WORKING MAN - 13. DOWN TOWN SHUFFLE - 14. JUSTY - 15. NO. NEW YORK - 16. BEAT SWEET - 17. IMAGE DOWN - 18. DREAMIN' - 19. HONKY TONKY CARZY - 20. BLUE VACATION - 21. ONLY YOU - ※アンコールは19から21まで。 | - アルバム『GIGS at BUDOKAN BEAT EMOTION ROCK'N ROLL CIRCUS TOUR 1986.11.11〜1987.02.24』 - ビデオ『GIGS at BUDOKAN BEAT EMOTION ROCK'N ROLL CIRCUS TOUR 1986.11.11〜1987.02.24』 - Blu-ray『BOØWY BLU-RAY COMPLETE』 |
| 1987年          | BOØWY GIGS                                                         | 全6公演 - 7月26日 真駒内オープンスタジアム - 8月4日 名古屋市国際展示場 (KING OF ROCK SHOW) - 8月9日 スポーツランドSUGO (ROCK'N'ROLL OLYMPIC'87) - 8月15日 岩手産業文化センター 野外ステージ (ROCK CITY CARNIVAL'87) - 8月16日 秋田県営ラグビー場 - 8月22日 グリーンピア南阿蘇 アスペクタ (BEAT CHILD) | DVD『"GIGS"BOX』 |
| 1987年          | CASE OF BOØWY                                                      | 2都市全2公演 - 7月31日 神戸ワールド記念ホール - 8月7日 横浜文化体育館 全39曲 - 第一部 - 1. INTRODUCTION - 2. IMAGE DOWN - 3. BABY ACTION - 4. RATS - 5. MORAL - 6. GIVE IT TO ME - 7. “16” - 8. THIS MOMENT - 9. わがままジュリエット - 10. BAD FEELING - 11. LIKE A CHILD - 12. OH!MY JULLY PART.1 - 13. WORKING MAN - 14. B·BLUE - 15. TEENAGE EMOTION - 16. LONDON GAME - 17. NO. NEW YORK - 第二部 - 18. DANCING IN THE PLEASURE LAND - 19. ROUGE OF GRAY - 20. RUNAWAY TRAIN - 21. B・E・L・I・E・V・E - 22. CLOUDY HEART - 23. INSTANT LOVE - 24. FUNNY-BOY - 25. MY HONEY - 26. LET'S THINK - 27. 1994-LABEL OF COMPLEX- - 28. PLASTIC BOMB - 29. MARIONETTE - 30. RENDEZ-VOUS - 31. SUPER-CALIFRAGILISTIC-EXPIARI-DOCIOUS - 32. ハイウェイに乗る前に - 33. JUSTY - 34. HONKY TONKY CRAZY - 35. DREAMIN' - 36. BEAT SWEET - 37. BLUE VACATION - 38. ONLY YOU - 39. ON MY BEAT - ※アンコールは36から39まで。 | - ビデオ『“GIGS”CASE OF BOOWY』 - アルバム『“GIGS”CASE OF BOOWY』 - アルバム『“GIGS”CASE OF BOOWY COMPLETE』 - DVD『“GIGS”BOX』 - Blu-ray『BOØWY BLU-RAY COMPLETE』 - アルバム『“GIGS” CASE OF BOØWY -THE ORIGINAL-』 |
| 1987年          | ROCK'N ROLL REVIEW DR.FEELMAN'S PSYCHOPATHIC HEARTS CLUB BAND TOUR | 33都市全36公演 - 9月16日 宇都宮市文化会館 - 9月19日 千葉県文化会館 - 9月24日 那覇市民会館 - 9月27日 鹿児島市民文化ホール 第1ホール - 9月29日 福岡国際センター - 10月7日 広島サンプラザ - 10月8日 倉敷市民会館 - 10月10日 京都会館 第1ホール - 10月13日 大分文化会館 - 10月16日 宮崎市民会館 - 10月21日 青森市文化会館 - 10月22日 秋田県民会館 - 10月25日 福島県文化センター - 10月26日 岩手県民会館 - 10月29日 群馬県民会館 - 11月4日 神戸国際会館 - 11月6日 愛媛県県民文化会館 - 11月12日 群馬音楽センター - 11月16日 金沢観光会館 - 11月17日 福井フェニックスプラザ - 11月19日 長野県県民文化会館 - 11月23日 月寒グリーンドーム - 11月26日 長崎市公会堂 - 11月27日 熊本市民会館 - 11月30日 日本武道館 - 12月1日 日本武道館 - 12月3日 四日市市文化会館 - 12月4日 静岡市民文化会館 - 12月7日 大阪城ホール - 12月8日 大阪城ホール（追加公演） - 12月10日 茨城県立県民文化センター - 12月14日 山形県県民会館 - 12月16日 仙台市体育館 - 12月20日 名古屋市総合体育館 レインボーホール - 12月22日 新潟県民会館 - 12月24日 渋谷公会堂 全22曲 - 1. LIAR GIRL - 2. ANGEL PASSED CHILDREN - 3. BLUE VACATION - 4. ハイウェイに乗る前に - 5. GIGOLO & GIGOLET - 6. PSYCHOPATH - 7. CLOUDY HEART - 8. MARIONETTE - 9. わがままジュリエット - 10. LONGER THAN FOREVER - 11. 季節が君だけを変える - 12. WORKING MAN - 13. B·BLUE - 14. RENDES-VOUS - 15. HONKY TONKY CRAZY - 16. PLASTIC BOMB - 17. BEAT SWEET - 18. IMAGE DOWN - 19. NO. NEW YORK - 20. MEMORY - 21. ONLY YOU - 22. DREAMIN' - ※アンコールは20から22まで。 | - ビデオ『1224』 - Blu-ray『BOØWY BLU-RAY COMPLETE』 - DVD『1224 -THE ORIGINAL-』 |
| 1988年          | "LAST GIGS"                                                        | 全2公演 - 4月4日 東京ドーム - 4月5日 東京ドーム 全23曲 - 1. PROLOGUE - 2. B·BLUE - 3. ハイウェイに乗る前に - 4. BABY ACTION - 5. BAD FEELING - 6. 1994-LABEL OF COMPLEX - 7. DRAMTIC? DRASTIC! - 8. MARIONETTE - 9. わがままジュリエット - 10. LONGER THAN FOREVER - 11. CLOUDY HEART - 12. WORKING MAN - 13. PLASTIC BOMB - 14. JUSTY - 15. IMAGE DOWN - 16. BEAT SWEET - 17. NO. NEW YORK - 18. ONLY YOU - 19. DREAMIN' - 20. ON MY BEAT - 21. BLUE VACATION - 22. RENDEZ-VOUS - 23. HONKY TONKY CRAZY - 24. NO. NEW YORK（4月5日のみ） - ※アンコールは20から24まで。本項目は4月5日演奏分。 - ※4月4日の公演のアンコールは、21→23→22→20の順で演奏された。 | - アルバム『“LAST GIGS”』 - ビデオ『“LAST GIGS”』 - アルバム『“LAST GIGS” COMPLETE』 - DVD『“LAST GIGS” COMPLETE』 - Blu-ray『BOØWY BLU-RAY COMPLETE』 - アルバム『LAST GIGS -THE ORIGINAL-』                         |

## 書籍

### 写真集
- HYSTERIA（1985年、八曜社）
- GIGS（1987年、シンコーミュージック）ISBN 4-401-62133-6
- RENDEZ-VOUS（1988年、CBSソニー出版）ISBN 4-7897-0744-X
- GIGS+∞完全版（2001年、シンコーミュージック）ISBN 4-401-62232-4
- BOØWY Special Photo Book（2021年、ユニバーサルミュージック） ※UNIVERSAL MUSIC STORE限定

### 関連書籍
- Image Dictionary BOØWY（1985年、八曜社）ISBN 4-8270-0081-6
- 大きなビートの木の下で（1986年、CBSソニー出版）ISBN 4-7897-0266-9
- BOØWY栄光の軌跡（2000年、衆芸社）ISBN 4-921023-51-4
- ARENA37℃ SPECIAL BOØWY神話のすべて（2001年、音楽専科社）ISBN 4-87279-168-1
- B to Y THERE'S NO BEGINNING AND THE ENDS.（2002年、宝島社）ISBN 4-7966-4240-4
- 別冊宝島 音楽誌が書かないJポップ批評18 BOØWYと「日本のロック」（2002年、宝島社）ISBN 4-7966-2724-3
- BEST OF BOØWY（2005年、英和出版社）ISBN 4-89986-488-4
- 別冊宝島 音楽誌が書かないJポップ批評43 21世紀のBOØWY伝説（2006年、宝島社）ISBN 4-7966-5349-X